# Mariandlalm
Die Mariandlalm und die darunter liegende Obere und Untere Trockenbachalm bilden ein Almensemble im Mangfallgebirge
bei Thiersee in Tirol.
Die Almen liegen im vom Trockenbach durchflossenen Trockenbachtal westlich unterhalb des Trainsjochs am Nesselberg.
Die jahreszeitabhängig bewirtschaftete Mariandlalm kann über einen Forstweg aus dem Ursprungtal erreicht werden und liegt auf dem Westanstieg zum Trainsjoch.